# Afričan (film)
Afričan (originální francouzský název L'Africain) je francouzská dobrodružná filmová komedie režiséra Philippa de Brocy z roku 1983 s Philippem Noiretem a Catherine Deneuve v hlavních rolích.

## Děj
Victor je rázným a nekompromisním ochráncem přírody v přírodní rezervaci v Africe. Jeho žena, se kterou nemá nejlepší vztahy, zatím žije ve Francii, ale jednoho dne znenadání přilétá i se svým spolupracovníkem Planchetem do Afriky s plánem na výstavbu luxusního turistického komplexu na místě současné rezervace. Victor tak kromě pašeráka a zločince Aristota Poulakisa začíná bojovat i se svou ženou, které chce zabránit v realizaci jejích záměrů. Jejich vztah je střídavě přátelský a nesnášenlivý a společně se proto dostanou do různých nebezpečných situací, například na území domorodých kmenů v pralese. Po překonaní všech potíží Charlotta nakonec odlétá zpátky do Francie, ale současně upouští od svého nápadu na výstavbu a rezervace je tak zachráněna.

## Obsazení
| Philippe Noiret      | Victor            |
| Catherine Deneuve    | Charlotta         |
| Jean-François Balmer | Paul Planchet     |
| Jean Benguigui       | Aristote Poulakis |
| Jacques François     | Patterson         |